# فرودگاه بالماسدا
فرودگاه بالماسدا (به انگلیسی: Balmaceda Airport) یک فرودگاه همگانی با کد یاتا BBA است که یک باند فرود آسفالت دارد و طول باند آن ۲۵۰۱ متر است. این فرودگاه در کشور شیلی قرار دارد و در ارتفاع ۵۲۵ متری از سطح دریا واقع شده‌است.

## شرکت‌های هواپیمایی و مقصدهای پروازی
| شرکت‌های هواپیمایی | مقصدهای پروازی                                                          |
| ----------------- | ----------------------------------------------------------------------- |
| لان ایرلاینز      | ال تپوال، کومودورو ارتورو مرینو بنیتز                                   |
| لاتام اکسپرس      | ال تپوال                                                                |
| اسکای ایرلاین     | ال تپوال، پرزیدانت کارلوس ایبانیز دل کامپو، کومودورو ارتورو مرینو بنیتز |